# Torre de telegrafía óptica de Godelleta
La torre de telegrafía óptica de Godelleta es un bien de interés cultural que se encuentra en el citado municipio de la provincia de Valencia.
Es BIC con anotación ministerial 27987 de 15 de marzo de 2011.

## Emplazamiento
Se encuentra en el Alto de la Torre (o Alto del Herrero), término municipal de Godelleta (Valencia); a 380 metros sobre el nivel del mar, a un kilómetro y medio al oeste de la población.

## Titularidad
La titularidad actualmente es privada, tanto del propio edificio en sí como los terrenos que la circundan.

## Descripción
La construcción de estos telégrafos es idéntica, en general reúnen las siguientes características: son cuadradas de tres pisos (con alguna excepción), siendo sus medidas generales:
- base ataluzada de 6,40 x 6,40 m (medidas exteriores en la base del talud) y 4,30 x 4.30 en el cuadrado interior.
- espesor de las paredes del talud de 0,95 m en la base y 0,70 m a la altura de las aspilleras y 0,50 m en las paredes.

La puerta nunca está a nivel del suelo por lo que la planta baja no tiene aberturas, salvo las tres aspilleras de cada lado. Tienen dos pisos que alcanzan una altura de 8,5 metros. Sus paredes estaban fortificadas, y tenían un grosor de 95 centímetros en la base. En la terraza estaba instalado todo el complejo sistema de señales, ahora desaparecido, que se accionaba desde la segunda planta y permitía la comunicación instantánea entre una torre y otra.
En el caso de la de Godelleta, hay una abertura en el bajo, que debió realizarse con la torre en desuso. Las divisiones horizontales interiores se han perdido, si bien se aprecian los anclajes de las mismas.

## Historia
La telegrafía óptica es un invento que se remonta al siglo de la Ilustración, el siglo XVIII. Fue un avance tecnológico de gran importancia, nacido en Francia, que facilitó la rápida transmisión de noticias. En España las líneas de telégrafo óptico no se levantaron hasta la década de 1840, época que ya en Europa empezaba a funcionar la telegrafía eléctrica. Por motivos de seguridad se desechó este último tipo de telegrafía dado el peligro de corte de cables por bandoleros o insurgentes.
Estas torres fueron construidas entre 1848 y 1849 para poner en marcha un servicio de mensajería rápida que supusiera una gran revolución en la comunicación postal del siglo XIX entre la capital y la periferia del país. Este sistema permitía que un mensaje se transmitiera de la primera a la última torre en tan solo treinta minutos.
La línea Madrid-Valencia comienza su construcción en 1848 y su funcionamiento un año más tarde con treinta torres. La primera estación estaba en Madrid en el edificio de la Aduana, actual Ministerio de Economía y Hacienda al comienzo de la calle Alcalá y el final en el convento de San Francisco de Valencia, hoy desaparecido. Dentro de la Comunidad Valenciana las torres, en total nueve, se sitúan en Villargordo del Cabriel, Fuenterrobles, Requena, Buñol, Godelleta, Chiva y Torrente. Se levantó además dentro de la Comunidad Valenciana la línea Valencia-Barcelona con torres en El Puig, Sagunto, Almenara, Oropesa, Torreblanca, Alcalá de Chivert y Santa Magdalena de Pulpis.
Los telegrafistas fueron principalmente militares licenciados los cuales se consideraban preparados para dicha misión. Muchos excombatientes de la Primera Guerra Carlista entraron en el servicio por considerarse los más indicados por las penalidades que tendrían que soportar. La organización que se dio al cuerpo de telégrafos fue paramilitar con un nivel superior (facultativo) con acceso al código secreto y otro inferior compuesto por operarios. Las líneas se organizaban militarmente en divisiones con jefatura en cada capital de provincia y cada división en cuatro o cinco secciones compuesta a su vez de cinco o seis estaciones. El personal reclutado, entre oficiales del ejército, lo componían los inspectores de línea, de 1ª y de 2ª clase. El primero era José María Mathé Aragua y de los segundos había dos por cada línea. La dotación teórica de cada estación era de dos operarios, más un auxiliar. Los torreros se alternaban entre sí por turnos. Para que un servicio así funcionase con diligencia se exigía una rigurosa disciplina que exigía una organización paramilitar. Los edificios levantados para servir de soporte a este nuevo avance tecnológico fueron diseñados como torres defensivas fortificadas, como la que se encuentra en Godelleta o se ocuparon otros edificios suficientemente fortificados. Por orden ministerial de uno de marzo de 1844 se señalaban las condiciones que debían cumplir los lugares donde se colocasen las estaciones repetidoras del telégrafo óptico:
- La distancia entre las estaciones sería como mínimo de dos leguas y máximo de tres, teniendo en cuenta los accidentes geográficos.
- Deberían seguirse las carreteras existentes buscando la mayor seguridad de las zonas transitadas.
- Las estaciones se fijarían en poblaciones siempre que fuera posible.
- En las capitales de provincia se debería procurar colocar las estaciones en el mismo edificio que las autoridades civiles o militares.
- Eran preferibles edificios fortificados del Estado, torres de iglesias o ermitas, castillos o casas fuertes que pudieran defenderse en caso de necesidad.
- Se debería mantener la alineación siempre que fuera posible procurando un radio visual de la línea perpendicular al frente de cada torre, aunque según escribe Madoz: la mayor y más esencial ventaja que lleva, sin disputa, nuestra máquina telegráfica a todas las demás conocidas es la de que sus signos son visibles con igual claridad desde todos los puntos del horizonte, al paso que en la de otros países la percepción de aquellos solo es exacta cuando se observan en una dirección perpendicular....[1]

## Imágenes

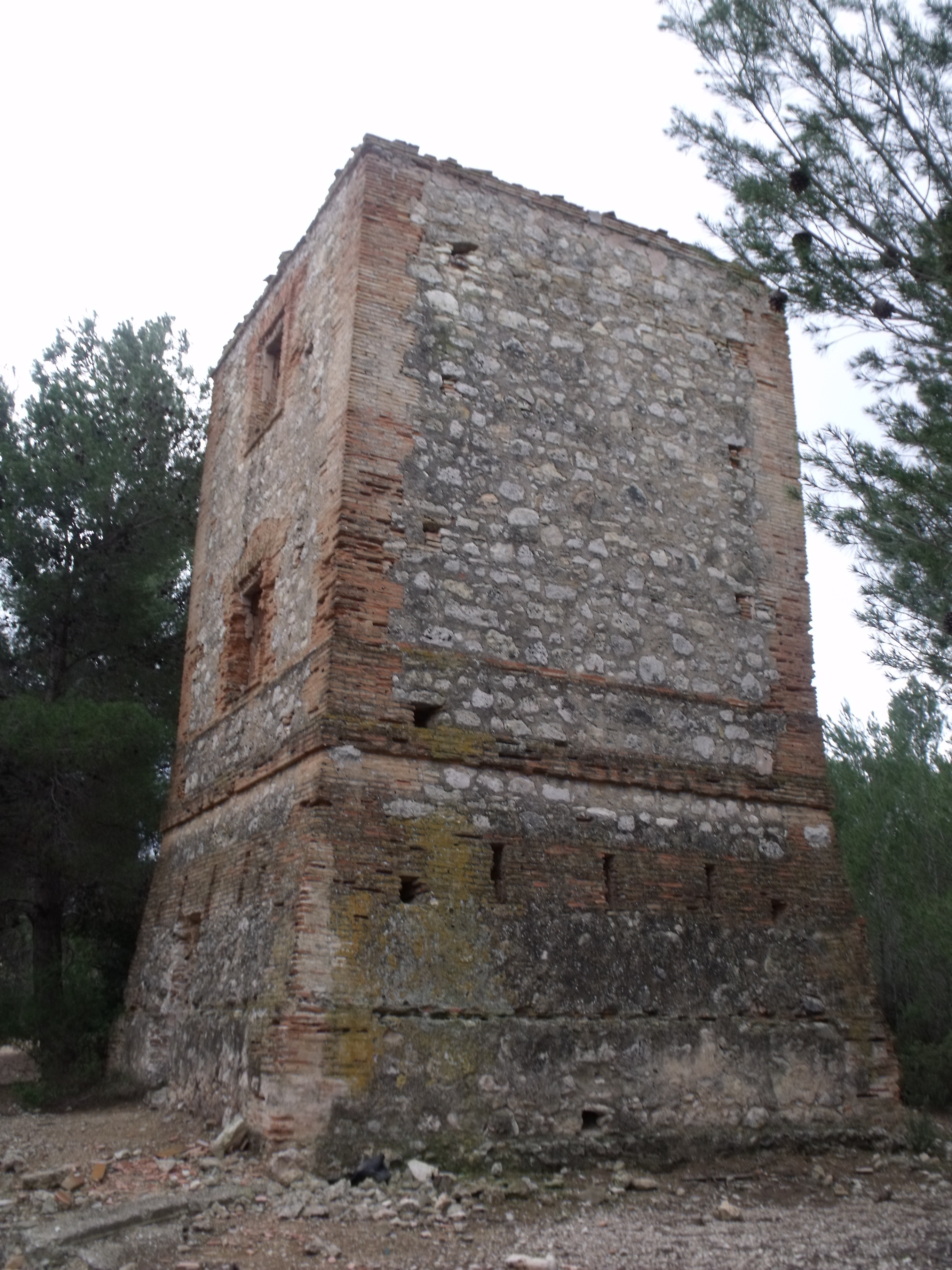
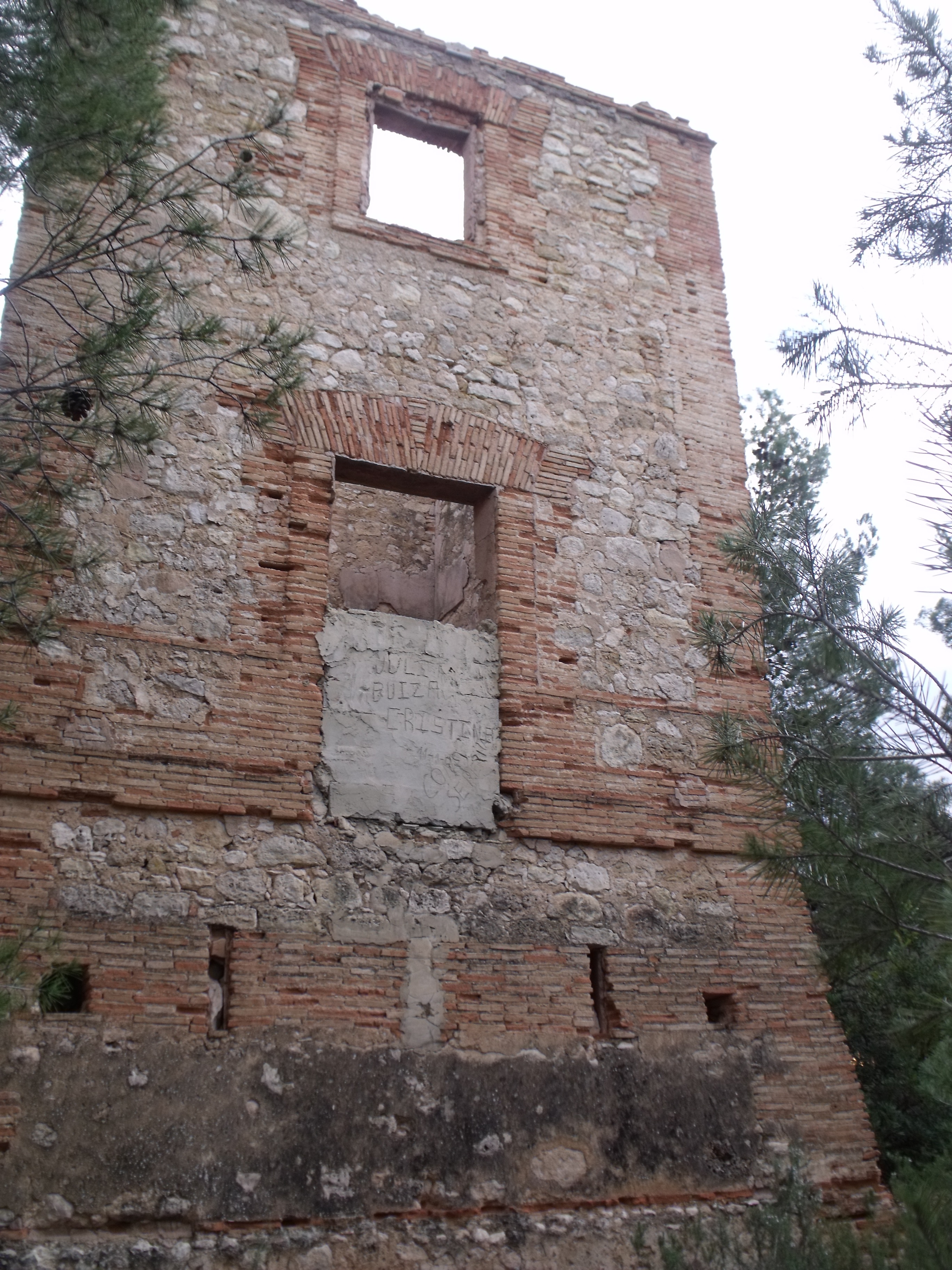
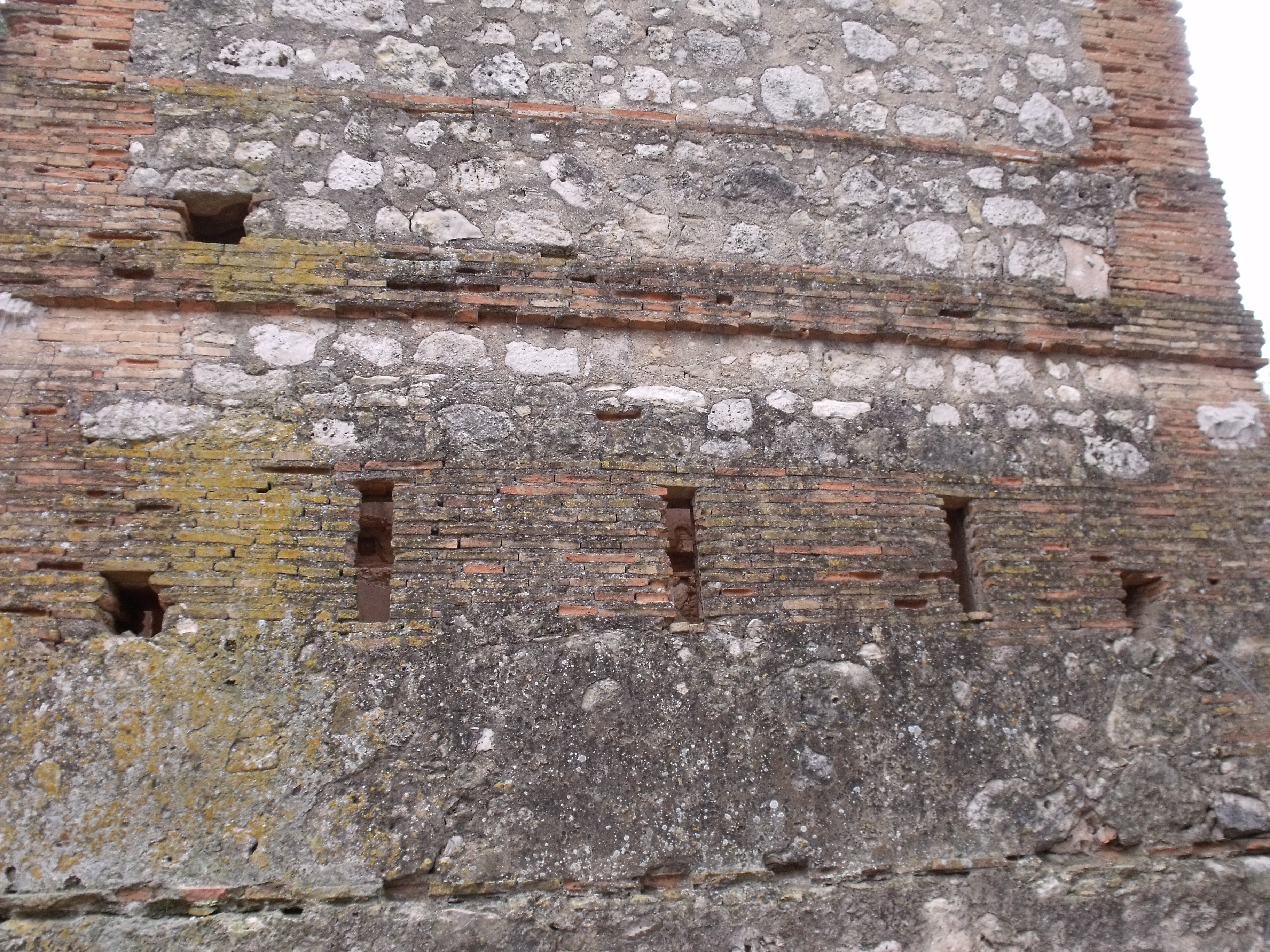
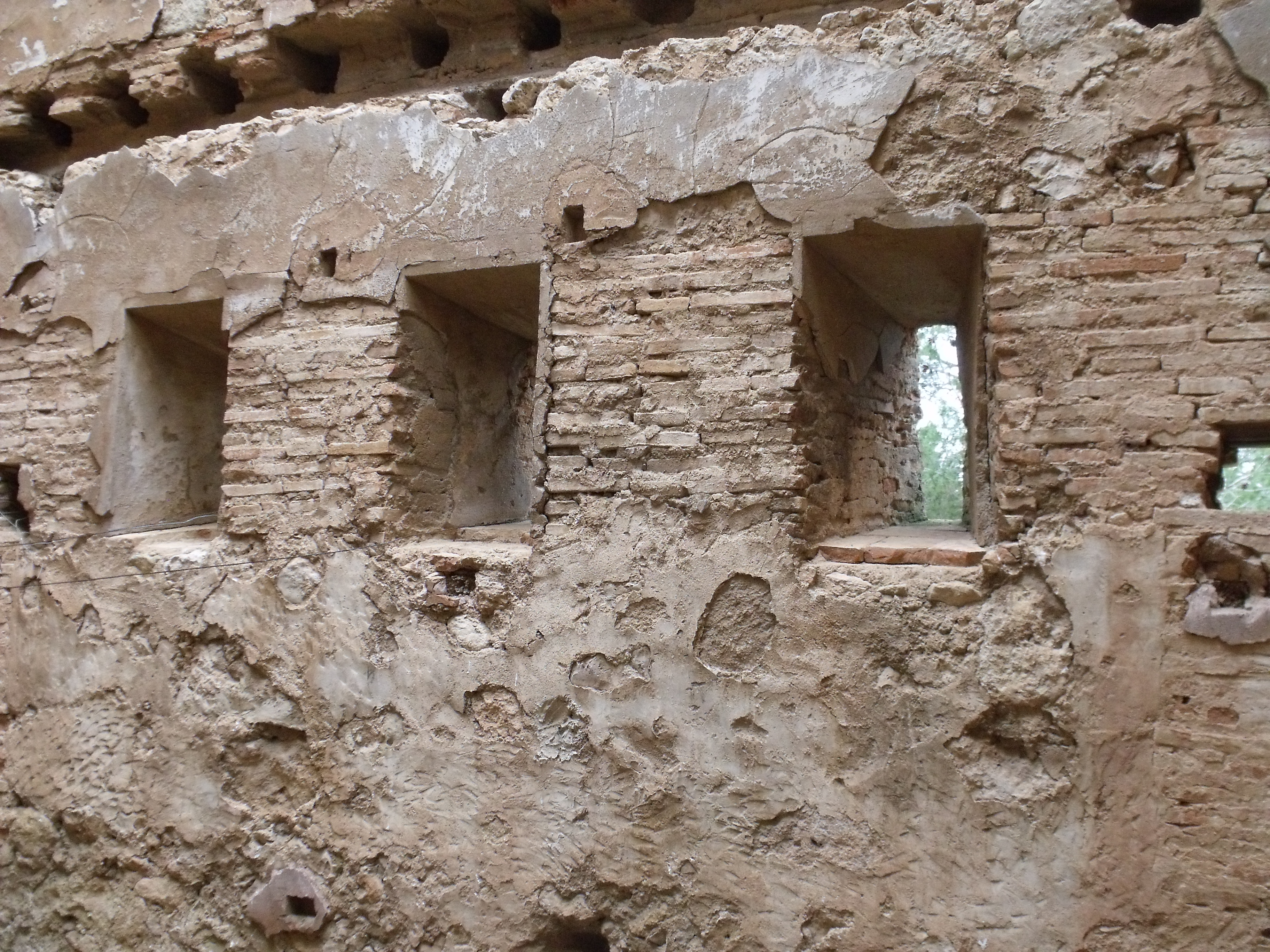
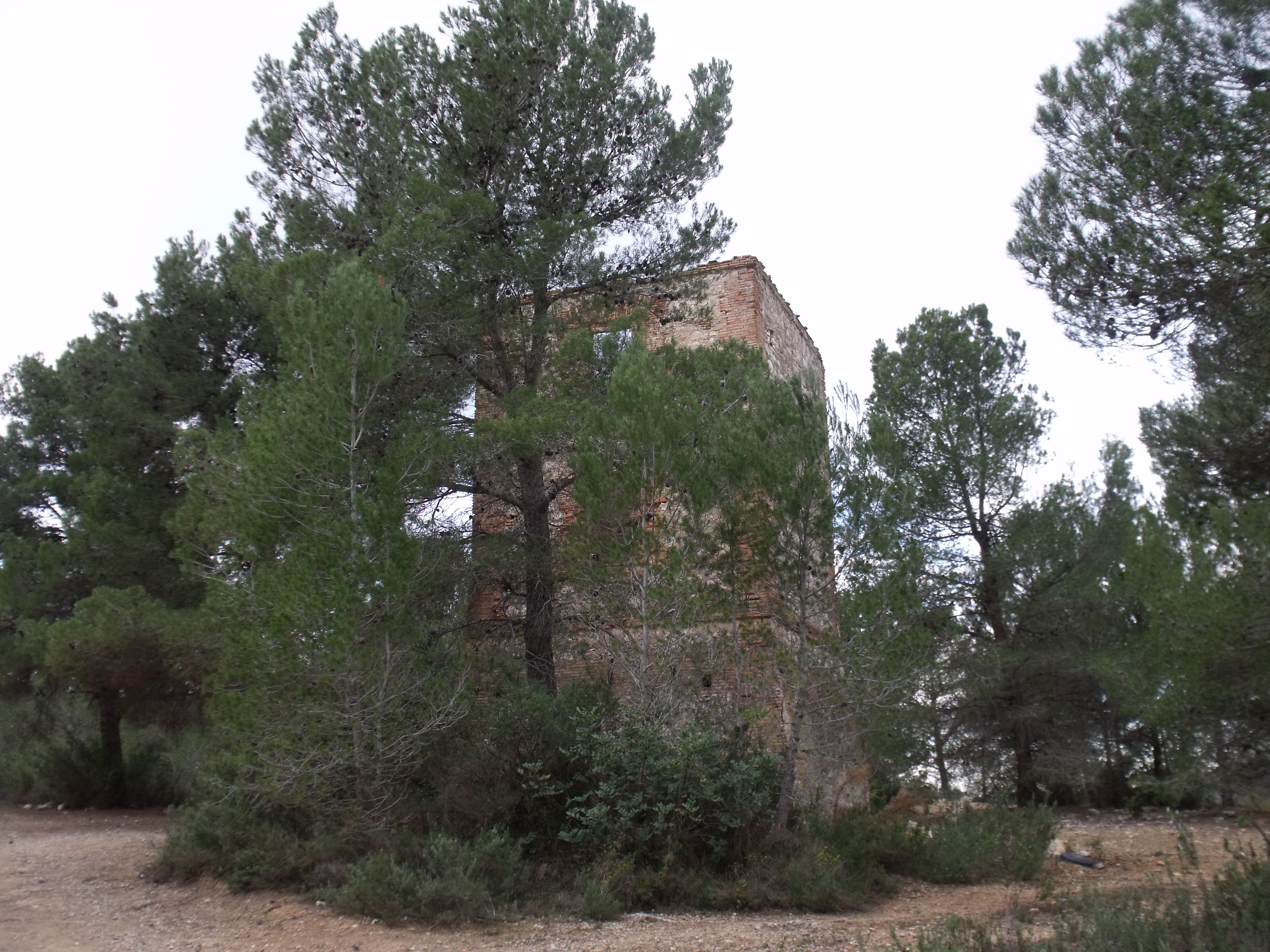